# Mont Prado
Le mont Prado ou Prato est, à 2 054 mètres d'altitude, le point culminant de la Toscane, située sur la ligne de partage des eaux de l'Apennin tosco-émilien, à la limite entre la province de Reggio d'Émilie (Émilie-Romagne) et la province de Lucques (Toscane), en Italie.

## Géographie

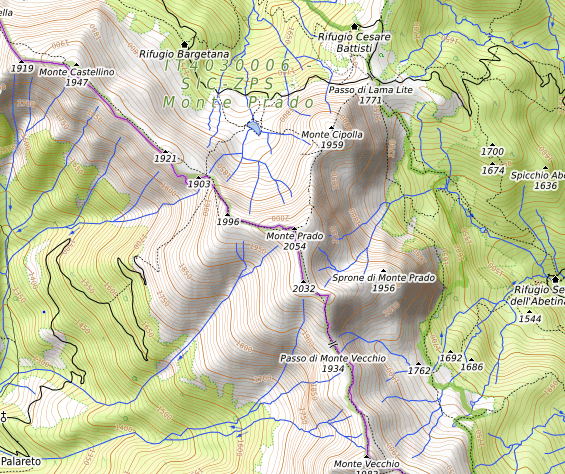
Carte topographique du mont Prado.

Le mont Prado est localisé entre le col de la Pradarena et le col du Radici, une région incluse dans le parc national de l'Apennin tosco-émilien pour son grand intérêt naturel. La température moyenne annuelle est d’environ 5 °C et les précipitations sont d’environ 2 000 mm. Ces précipitations sont généralement neigeuses entre novembre et avril, alors que la neige fond de mai jusqu’au début de l’été, selon la topographie et l’exposition.
Le substrat géologique est majoritairement constitué d’une épaisse couche sédimentaire avec une alternance de strates de grès et de marnes. Le versant septentrional du mont Prado est caractérisé par des formes typiquement glaciaires, avec cirques et dépôts marécageux de la période de la glaciation de Würm. La morphologie glaciaire est représentée par un cirque aux parois escarpées et rocheuses, alors que la base est nivelée, avec trois couches superposées de dépôts de moraines, correspondant probablement aux différents stades du retrait des glaciers. Elles ferment les petites zones humides et le lac de la Bargetana. Dans ces petits cirques situés à une altitude de 1 850 à 1 900 m, la neige persiste souvent jusqu’à fin juillet.

## Flore
Le mont Prado passe pour être une des zones les plus riches du point de vue floral, ce qui lui valut le surnom de « paradis botanique ». L'exploration botanique du mont Prado est parmi les plus anciennes de l'Apennin tosco-émilien, à l'instar des travaux de recherche de Jean-Louis Calandrini (1703-1758) dont les résultats furent publiés par Théodore Caruel (1860-1864). Calandrini a détaillé les espèces Senecìo incanus et Lychnis alpìna, deux des plus intéressantes fleurs du mont Prado. Récemment, la montagne a attiré l’attention de divers botanistes pour des études spécifiques sur la flore et la végétation.
Sept typologies de végétation ont été définies : végétation de forêt avec les feuillus à dominance de hêtres, végétation d’arbuste nains à dominance de myrtilles, végétation de prairie sauvage, végétation de vallée enneigée, végétation lithophyte (roches, détritus), végétation aquatique et palustre (ruisseau, tourbière et étang sec en été).